# Emil Frederiksen
Emil Frederiksen (Viborg, 2000. szeptember 5. –) dán korosztályos válogatott labdarúgó, a norvég Rosenborg csatárja.

## Pályafutása

### Klubcsapatokban
Frederiksen a dániai Viborg városában született. Az ifjúsági pályafutását a helyi Viborg csapatában kezdte, majd a holland Heerenveen akadémiájánál folytatta.
2018-ban mutatkozott be a Heerenveen első osztályban szereplő felnőtt keretében. A 2019–20-as szezon második felében a dán SønderjyskE csapatánál szerepelt kölcsönben. A lehetőséggel élve, 2020 nyarán a dán klubhoz igazolt. Először a 2020. szeptember 20-ai, Vejle ellen 4–1-re elvesztett mérkőzés 67. percében, Victor Mpindi cseréjeként lépett pályára. Első gólját 2021. május 2-án, az Odense ellen hazai pályán 2–0-ás győzelemmel zárult találkozón szerezte meg. 2023. augusztus 1-jén a norvég első osztályban érdekelt Rosenborg együttesével.

### A válogatottban
Frederiksen az U16-ostól az U21-esig minden korosztályos válogatottban képviselte Dániát.

## Statisztikák
2023. június 4. szerint
| Klub        | Szezon   | Osztály             | Bajnokság | Bajnokság | Kupa  | Kupa | Nemzetközi | Nemzetközi | Összesen | Összesen |
| Klub        | Szezon   | Osztály             | Meccs     | Gól       | Meccs | Gól  | Meccs      | Gól        | Meccs    | Gól      |
| ----------- | -------- | ------------------- | --------- | --------- | ----- | ---- | ---------- | ---------- | -------- | -------- |
| SønderjyskE | 2019–20  | Danish Superliga    | 11        | 0         | 3     | 1    | —          | —          | 14       | 1        |
| SønderjyskE | 2020–21  | Danish Superliga    | 25        | 1         | 7     | 1    | 1          | 0          | 33       | 2        |
| SønderjyskE | 2021–22  | Danish Superliga    | 22        | 3         | 7     | 0    | —          | —          | 29       | 3        |
| SønderjyskE | 2022–23  | Danish 1st Division | 29        | 16        | 4     | 1    | —          | —          | 33       | 17       |
| SønderjyskE | Összesen | Összesen            | 87        | 20        | 21    | 3    | 1          | 0          | 109      | 23       |
| Összesen    | Összesen | Összesen            | 87        | 20        | 21    | 3    | 1          | 0          | 109      | 23       |

## Sikerei, díjai
SønderjyskE
- Dán Kupa
  - Győztes (1): 2019–20
  - Döntős (1): 2020–21